# Anais (Charente)
Anais – miejscowość i gmina we Francji, w regionie Nowa Akwitania, w departamencie Charente.
Według danych na rok 1990 gminę zamieszkiwało 446 osób, a gęstość zaludnienia wynosiła 45 osób/km² (wśród 1467 gmin regionu Poitou-Charentes Anais plasuje się na 593. miejscu pod względem liczby ludności, natomiast pod względem powierzchni na miejscu 835.).